# Liga Femenina de Básquetbol de 2017
La Liga Femenina de Básquetbol de 2017 fue la primera edición de la liga de baloncesto femenina creada por la Asociación de Clubes y organizada por la misma junto con la CABB. Comenzó el 28 de abril de 2017. Si bien se esperaba la presencia de Libertad de Sunchales para esta primera edición, el equipo se bajó de la competencia antes de que comenzara.
La Liga comenzó el 28 de abril con el encuentro televisado por DeporTV entre Quimsa y Obras Sanitarias en el Estadio Ciudad de Santiago del Estero.
El 2 de julio Unión Florida se proclamó campeón del torneo al vencer en la final a Atlético Lanús. La mejor jugadora del torneo fue Melisa Gretter.

## Equipos participantes
| Club                                        | Localidad                                | Estadio                        | Capacidad |
| ------------------------------------------- | ---------------------------------------- | ------------------------------ | --------- |
| Club Ciclista Olímpico                      | La Banda, Santiago del Estero            | Estadio Vicente Rosales        | 3964      |
| Club Deportivo Berazategi                   | Berazategui, Buenos Aires                |                                |           |
| Club Estrella de Berisso                    | Berisso, Buenos Aires                    |                                |           |
| Hindú Club                                  | Resistencia, Chaco                       |                                |           |
| Club Atlético Lanús                         | Lanús, Buenos Aires                      | Microestadio Antonio Rotili    | 2000      |
| Club Atlético Obras Sanitarias de la Nación | Ciudad de Buenos Aires                   | Estadio Obras Sanitarias       | 3000      |
| Club Atlético Peñarol                       | Mar del Plata, Buenos Aires              | Microestadio Domingo Robles    |           |
| Asociación Atlética Quimsa                  | Santiago del Estero, Santiago del Estero | Estadio Ciudad                 | 4000      |
| Club Tomás de Rocamora                      | Concepción del Uruguay, Entre Ríos       | Estadio Julio César Pacagnella | 1000      |
| Club Unión Florida                          | Florida, Buenos Aires                    | Estadio Unión Florida          | 240       |
| Club Atlético Vélez Sarsfield               | Ciudad de Buenos Aires                   | Microestadio Vélez Sarsfield   |           |

## Formato de competencia
El torneo está dividido en dos fases, una fase regular y play-offs. En la fase regular se enfrentan todos los equipos dentro de su respectiva conferencia dos veces, una como local y otra como visitante. Al finalizar la fase, los primeros cuatro avanzan a play offs.
En los play-offs se enfrentan en tres instancias los ocho mejores equipos para definir al campeón. Primero se enfrentan los primeros de cada conferencia con los ubicados cuartos, y los segundos con los terceros. Los ganadores de esta instancia avanzan al final four.
En el final four se enfrentan en una misma sede los cuatro mejores equipos en formato de semifinales, tercer puesto y final. El final four de esta edición se disputará en el Estadio Obras Sanitarias de Buenos Aires.

### Jugadoras franquicia
La competencia tuvo 12 jugadoras franquicia. Cada equipo pudo tener 2 o 3 jugadoras franquicia, y según la cantidad se determinaron los cupos para extranjeras. Si cada equipo tenía 2 jugadoras franquicia, tuvo un cupo más para extranjeras y si tuvo 3 jugadoras franquicia no hubo cupo extra.
| - Andrea Boquete (Estrella de Berisso) - Agostina Burani (Atlético Lanús) - Alejandra Chesta - Débora González - Melisa Gretter (Unión Florida) - Cecilia Liñeira | - Victoria Llorente (Atlético Lanús) - Sandra Pavón (Vélez Sarsfield) - Macarena Rosset (Vélez Sarsfield) - Ornella Santana (Estrella de Berisso) - Stephany Thomas Díaz - Gisela Vega (Quimsa) |

## Temporada regular

### Conferencia norte
| Equipo | Equipo                | PJ | PG | PP | Pts |
| ------ | --------------------- | -- | -- | -- | --- |
| 1.º    | Obras Sanitarias      | 10 | 9  | 1  | 19  |
| 2.°    | Deportivo Berazategui | 10 | 7  | 3  | 17  |
| 3.°    | Quimsa                | 10 | 5  | 5  | 15  |
| 4.°    | Hindú (Resistencia)1  | 10 | 2  | 8  | 12  |
| 5.°    | Ciclista Olímpico1    | 10 | 2  | 8  | 12  |

|  |                                   |
|  | Clasificados a la siguiente fase. |

1: Hindú supera a Ciclista Olímpico por haber ganado dos de los tres partidos disputados entre ellos.
| Quimsa            | 52 - 70 | Obras Sanitarias | Ciudad          | 28 de abril | 21:00 |
| Quimsa            | 75 - 86 | Berazategui      | Ciudad          | 29 de abril | 21:00 |
| Ciclista Olímpico | 54 - 71 | Obras Sanitarias | Vicente Rosales | 29 de abril | 22:00 |
| Ciclista Olímpico | 58 - 69 | Berazategui      | Vicente Rosales | 30 de abril | 21:00 |

| Obras Sanitarias  | 59 - 53 | Berazategui       | Obras Sanitarias | 3 de mayo  | 21:00 |
| Berazategui       | 82 - 48 | Hindú (R)         | Berazategui      | 6 de mayo  | 21:00 |
| Ciclista Olímpico | 61 - 74 | Quimsa            | Vicente Rosales  | 6 de mayo  | 21:00 |
| Obras Sanitarias  | 76 - 60 | Hindú (R)         | Obras Sanitarias | 7 de mayo  | 21:00 |
| Hindú (R)         | 54 - 57 | Quimsa            | Hindú Club       | 13 de mayo | 21:00 |
| Hindú (R)         | 54 - 71 | Quimsa            | Hindú Club       | 14 de mayo | 21:00 |
| Berazategui       | 60 - 65 | Obras Sanitarias  | Berazategui      | 16 de mayo | 21:00 |
| Quimsa            | 70 - 80 | Ciclista Olímpico | Ciudad           | 17 de mayo | 21:00 |
| Hindú (R)         | 71 - 63 | Ciclista Olímpico | Hindú Club       | 20 de mayo | 21:00 |
| Ciclista Olímpico | 56 - 58 | Hindú (R)         | Vicente Rosales  | 29 de mayo | 21:00 |
| Obras Sanitarias  | 68 - 61 | Berazategui       | Obras Sanitarias | 29 de mayo | 21:00 |

| Berazategui       | 72 - 63 | Quimsa            | Berazategui      | 3 de junio  | 21:00 |
| Obras Sanitarias  | 80 - 50 | Ciclista Olímpico | Obras Sanitarias | 3 de junio  | 21:00 |
| Obras Sanitarias  | 63 - 62 | Quimsa            | Obras Sanitarias | 4 de junio  | 21:00 |
| Berazategui       | 79 - 64 | Ciclista Olímpico | Berazategui      | 4 de junio  | 21:00 |
| Hindú (R)         | 39 - 82 | Obras Sanitarias  | Hindú Club       | 9 de junio  | 21:00 |
| Hindú (R)         | 54 - 78 | Berazategui       | Hindú Club       | 10 de junio | 21:00 |
| Quimsa            | 54 - 42 | Ciclista Olímpico | Ciudad           | 11 de junio | 20:00 |
| Quimsa            | 67 - 60 | Hindú (R)         | Ciudad           | 13 de junio | 21:00 |
| Ciclista Olímpico | 73 - 58 | Hindú (R)         | Vicente Rosales  | 14 de junio | 21:00 |
| Berazategui       | 80 - 56 | Obras Sanitarias  | Berazategui      | 14 de junio | 21:30 |

### Conferencia sur
| Equipo | Equipo             | PJ | PG | PP | Pts |
| ------ | ------------------ | -- | -- | -- | --- |
| 1.º    | Unión Florida1     | 10 | 9  | 1  | 19  |
| 2.°    | Atlético Lanús1    | 10 | 9  | 1  | 19  |
| 3.°    | Estrella (Berisso) | 10 | 6  | 4  | 16  |
| 4.°    | Vélez Sarsfield    | 10 | 4  | 6  | 14  |
| 5.°    | Tomás de Rocamora  | 10 | 2  | 8  | 12  |
| 6.°    | Peñarol            | 10 | 0  | 10 | 10  |

|  |                                   |
|  | Clasificados a la siguiente fase. |

1: Unión Florida supera a Atlético Lanús por haber anotado más puntos que su rival en la sumatoria de enfrentamientos entre ambos.
| Peñarol             | 45 - 75 | Atlético Lanús  | Domingo Robles      | 29 de abril | 17:00 |
| Estrella de Berisso | 55 - 52 | Vélez Sarsfield | Estrella de Berisso | 29 de abril | 21:00 |
| Estrella de Berisso | 36 - 68 | Atlético Lanús  | Estrella de Berisso | 30 de abril | 21:00 |

| Atlético Lanús      | 68 - 52 | Tomás de Rocamora   | Antonio Rotili      | 6 de mayo  | 21:00 |
| Estrella de Berisso | 71 - 46 | Peñarol             | Estrella de Berisso | 6 de mayo  | 21:00 |
| Unión Florida       | 69 - 48 | Vélez Sarsfield     | Obras Sanitarias    | 6 de mayo  | 22:00 |
| Vélez Sarsfield     | 69 - 64 | Tomás de Rocamora   | Vélez Sarsfield     | 7 de mayo  | 21:00 |
| Tomás de Rocamora   | 90 - 53 | Peñarol             | Julio Pacagnella    | 13 de mayo | 21:00 |
| Unión Florida       | 69 - 55 | Estrella de Berisso | Unión Florida       | 13 de mayo | 21:00 |
| Unión Florida       | 82 - 55 | Peñarol             | Unión Florida       | 14 de mayo | 21:00 |
| Vélez Sarsfield     | 45 - 58 | Atlético Lanús      | Vélez Sarsfield     | 14 de mayo | 21:00 |
| Unión Florida       | 80 - 62 | Tomás de Rocamora   | Unión Florida       | 16 de mayo | 21:00 |
| Peñarol             | 58 - 70 | Vélez Sarsfield     | Domingo Robles      | 19 de mayo | 20:00 |
| Tomás de Rocamora   | 56 - 58 | Estrella de Berisso | Julio Pacagnella    | 19 de mayo | 21:00 |
| Atlético Lanús      | 51 - 61 | Unión Florida       | Antonio Rotili      | 19 de mayo | 21:00 |
| Vélez Sarsfield     | 64 - 71 | Unión Florida       | Vélez Sarsfield     | 30 de mayo | 21:30 |

| Peñarol             | 61 - 100 | Estrella de Berisso | Domingo Robles      | 3 de junio  | 21:00 |
| Tomás de Rocamora   | 54 - 56  | Vélez Sarsfield     | Julio Pacagnella    | 3 de junio  | 21:00 |
| Unión Florida       | 56 - 57  | Atlético Lanús      | Unión Florida       | 3 de junio  | 21:00 |
| Tomás de Rocamora   | 64 - 78  | Atlético Lanús      | Julio Pacagnella    | 4 de junio  | 21:00 |
| Peñarol             | 64 - 73  | Tomás de Rocamora   | Domingo Robles      | 10 de junio | 21:00 |
| Estrella de Berisso | 59 - 71  | Unión Florida       | Estrella de Berisso | 10 de junio | 21:00 |
| Atlético Lanús      | 72 - 66  | Vélez Sarsfield     | Antonio Rotili      | 10 de junio | 21:00 |
| Peñarol             | 48 - 70  | Unión Florida       | Domingo Robles      | 11 de junio | 21:00 |
| Estrella de Berisso | 71 - 59  | Tomás de Rocamora   | Estrella de Berisso | 11 de junio | 21:00 |
| Atlético Lanús      | 80 - 49  | Peñarol             | Antonio Rotili      | 13 de junio | 21:00 |
| Vélez Sarsfield     | 48 - 69  | Estrella de Berisso | Vélez Sarsfield     | 13 de junio | 21:00 |
| Vélez Sarsfield     | 86 - 68  | Peñarol             | Vélez Sarsfield     | 14 de junio | 21:00 |
| Tomás de Rocamora   | 56 - 80  | Unión Florida       | Julio Pacagnella    | 14 de junio | 21:00 |
| Atlético Lanús      | 64 - 62  | Estrella de Berisso | Antonio Rotili      | 14 de junio | 21:00 |

## Play-offs
|  | Cuartos de final | Cuartos de final    | Cuartos de final | Cuartos de final | Cuartos de final |    |                    | Final Four—Semis   | Final Four—Semis | Final Four—Semis |                  |                         | Final Four—Final        | Final Four—Final        | Final Four—Final |  |
|  |                  |                     |                  |                  |                  |    |                    |                    |                  |                  |                  |                         |                         |                         |                  |  |
|  |                  |                     |                  |                  |                  |    |                    |                    |                  |                  |                  |                         |                         |                         |                  |  |
|  | 1.°N             | Obras Sanitarias    | 65               | 81               | —                |    |                    |                    |                  |                  |                  |                         |                         |                         |                  |  |
|  | 1.°N             | Obras Sanitarias    | 65               | 81               | —                |    |                    |                    |                  |                  |                  |                         |                         |                         |                  |  |
|  | 4.°S             | Vélez Sarsfield     | 49               | 47               | —                |    |                    |                    |                  |                  |                  |                         |                         |                         |                  |  |
|  | 4.°S             | Vélez Sarsfield     | 49               | 47               | —                |    | Obras Sanitarias   | Obras Sanitarias   | 66               |                  |                  |                         |                         |                         |                  |  |
|  |                  |                     |                  |                  |                  |    | Obras Sanitarias   | Obras Sanitarias   | 66               |                  |                  |                         |                         |                         |                  |  |
|  |                  |                     | Atl. Lanús       | Atl. Lanús       | 71               |    |                    |                    |                  |                  |                  |                         |                         |                         |                  |  |
|  | 2.°N             | Atl. Lanús          | Atl. Lanús       | Atl. Lanús       | 71               | 71 | 62                 | —                  |                  |                  |                  |                         |                         |                         |                  |  |
|  | 2.°N             | Atl. Lanús          |                  |                  |                  |    |                    | —                  |                  |                  |                  |                         |                         |                         |                  |  |
|  | 3.°S             | Quimsa              | 59               | 61               | —                |    |                    |                    |                  |                  |                  |                         |                         |                         |                  |  |
|  | 3.°S             | Quimsa              | 59               | 61               | —                |    |                    |                    |                  |                  |                  | Unión Florida           | Unión Florida           | 62                      |                  |  |
|  |                  |                     |                  |                  |                  |    |                    |                    |                  |                  |                  | Unión Florida           | Unión Florida           | 62                      |                  |  |
|  |                  |                     | Atl. Lanús       | Atl. Lanús       | 55               |    |                    |                    |                  |                  |                  |                         |                         |                         |                  |  |
|  | 1.°S             | Unión Florida       | Atl. Lanús       | Atl. Lanús       | 55               | 66 | 80                 | —                  |                  |                  |                  |                         |                         |                         |                  |  |
|  | 1.°S             | Unión Florida       |                  |                  |                  |    |                    | —                  |                  |                  |                  |                         |                         |                         |                  |  |
|  | 4.°N             | Hindú (Resistencia) | 60               | 33               | —                |    |                    |                    |                  |                  |                  |                         |                         |                         |                  |  |
|  | 4.°N             | Hindú (Resistencia) | 60               | 33               | —                |    | Depvo. Berazategui | Depvo. Berazategui | 63               |                  |                  | Final Four—Tercer lugar | Final Four—Tercer lugar | Final Four—Tercer lugar |                  |  |
|  |                  |                     |                  |                  |                  |    | Depvo. Berazategui | Depvo. Berazategui | 63               |                  |                  | Final Four—Tercer lugar | Final Four—Tercer lugar | Final Four—Tercer lugar |                  |  |
|  |                  |                     | Unión Florida    | Unión Florida    | 75               |    |                    |                    |                  |                  |                  |                         |                         |                         |                  |  |
|  | 2.°S             | Depvo. Berazategui  | Unión Florida    | Unión Florida    | 75               | 70 | 72                 | —                  |                  |                  | Obras Sanitarias | Obras Sanitarias        | 81                      |                         |                  |  |
|  | 2.°S             | Depvo. Berazategui  |                  |                  |                  |    |                    | —                  |                  |                  | Obras Sanitarias | Obras Sanitarias        | 81                      |                         |                  |  |
|  | 3.°N             | Estrella de Berisso | 65               | 63               | —                |    |                    |                    |                  |                  |                  |                         | Depvo. Berazategui      | Depvo. Berazategui      | 78               |  |
|  | 3.°N             | Estrella de Berisso | 65               | 63               | —                |    |                    |                    |                  |                  |                  |                         | Depvo. Berazategui      | Depvo. Berazategui      | 78               |  |
|  |                  |                     |                  |                  |                  |    |                    |                    |                  |                  |                  |                         |                         |                         |                  |  |

### Cuartos de final
Obras Sanitarias - Vélez Sarsfield
| 18 de junio, 20:00 | Vélez Sarsfield                                                    | 49–65                | Obras Sanitarias                                                                    | Buenos Aires                                                                 |  |  |
|                    | Parciales: 14-17, 6-8, 13-26, 16-14                                |                      |                                                                                     |                                                                              |  |  |
|                    | Estadísticas Macarena Rosset 19 Rosset y Pavón 8 Macarena Rosset 5 | Reporte Pts Reb Asts | Estadísticas 15 Echaverría y Edwards 7 Ariel Edwards 3 Castillo y Casanova González | Pabellón: Microestadio Vélez Árbitros: * Sebastián Moncloba * Romina Morales |  |  |
| Serie: 0 - 1       |                                                                    |                      |                                                                                     |                                                                              |  |  |
|                    |                                                                    |                      |                                                                                     |                                                                              |  |  |

| 24 de junio, 21:00 | Obras Sanitarias                                                  | 81–47                | Vélez Sarsfield                                                                                     | Buenos Aires                                                                     |  |  |
|                    | Parciales: 25-8, 20-13, 17-15, 19-11                              |                      | |                                                                                  |  |  |
|                    | Estadísticas Ariel Edwards 25 Ariel Edwards 11 Ineidis Casanova 5 | Reporte Pts Reb Asts | Estadísticas 20 Macarena Rosset 8 Sandra Pavón 2 Macarena Rosset, Amaiquen Siciliano y Tamara Pinto | Pabellón: Estadio Obras Sanitarias Árbitros: * Carolina Quiroga * Natalia Romano |  |  |
| Serie: 2 - 0       |                                                                   |                      | |                                                                                  |  |  |
|                    |                                                                   |                      | |                                                                                  |  |  |

Deportivo Berazategui - Estrella de Berisso
| 17 de junio, 21:00 | Estrella de Berisso                                                     | 65–70                | Deportivo Berazategui                                                          | Berisso                                                                         |  |  |
|                    | Parciales: 20-13, 16-19, 15-18, 14-20                                   |                      |                                                                                |                                                                                 |  |  |
|                    | Estadísticas Ornella Santana 19 Boquete y Santana 8 Boquete y Cabañez 3 | Reporte Pts Reb Asts | Estadísticas 20 Ana María Suárez Utrero 13 Lyndra Weaver 7 Luciana Delabarbara | Pabellón: Estadio de Estrella Árbitros: * Martín Pietromanco * Celeste Costales |  |  |
| Serie: 0 - 1       |                                                                         |                      |                                                                                |                                                                                 |  |  |
|                    |                                                                         |                      |                                                                                |                                                                                 |  |  |

| 24 de junio, 21:00 | Deportivo Berazategui                                                    | 72–63                | Estrella de Berisso                                                | Berazategui                                                                                |  |  |
|                    | Parciales: 22-8, 16-15, 13-18, 21-22                                     |                      |                                                                    |                                                                                            |  |  |
|                    | Estadísticas Lyndra Weaver 26 Lyndra Weaver 10 Ana María Súarez Utrero 4 | Reporte Pts Reb Asts | Estadísticas 21 Andrea Boquete 9 Ornella Santana 4 Micaela Sancisi | Pabellón: Estadio de Depvo. Berazategui Árbitros: * Sebastián Moncloba * Florencia Dearmas |  |  |
| Serie: 2 - 0       |                                                                          |                      |                                                                    |                                                                                            |  |  |
|                    |                                                                          |                      |                                                                    |                                                                                            |  |  |

Unión Florida - Hindú (Resistencia)
| 17 de junio, 21:00 | Hindú (R)                                                                         | 60–66                | Unión Florida                                                         | Resistencia                                                             |  |  |
|                    | Parciales: 14-17, 15-11, 12-19, 19-19                                             |                      |                                                                       |                                                                         |  |  |
|                    | Estadísticas Antoina Robinson 13 Irene Gari Gilabert 18 Gari Gilabert y Carosio 5 | Reporte Pts Reb Asts | Estadísticas 22 Melisa Gretter 18 Ronni Williams 3 Gretter y Martínez | Pabellón: Estadio de Hindú Árbitros: * Sebastián Quiroga * Lucas Sotelo |  |  |
| Serie: 0 - 1       |                                                                                   |                      |                                                                       |                                                                         |  |  |
|                    |                                                                                   |                      |                                                                       |                                                                         |  |  |

| 24 de junio, 21:00 | Unión Florida                                                         | 80–38                | Hindú (R)                                                                                               | Florida                                                                      |  |  |
|                    | Parciales: 20-12, 23-8, 20-7, 17-11                                   |                      | |                                                                              |  |  |
|                    | Estadísticas Ronni Williams 19 Ronni Williams 16 Florencia Martínez 3 | Reporte Pts Reb Asts | Estadísticas 13 Irene Gari Gilabert 7 Gari Gilabert y Robinson 1 Gari Gilaber, Duarte, Iselli y Cabrera | Pabellón: Estadio de Unión Florida Árbitros: * Cristian Díaz * Erica Aragona |  |  |
| Serie: 2 - 0       |                                                                       |                      | |                                                                              |  |  |
|                    |                                                                       |                      | |                                                                              |  |  |

Atlético Lanús - Quimsa
| 17 de junio, 21:00 | Quimsa                                                      | 59–71                | Atl. Lanús                                                             | Santiago del Estero                                                  |  |  |
|                    | Parciales: 10-14, 15-20, 23-11, 11-26                       |                      |                                                                        |                                                                      |  |  |
|                    | Estadísticas Gisela Vega 25 Gisela Vega 15 Andrea Ledesma 3 | Reporte Pts Reb Asts | Estadísticas 21 Débora González 10 Agustina Burani 4 Flores y González | Pabellón: Estadio Ciudad Árbitros: * Nicolás D'Anna * Silvia Barraza |  |  |
| Serie: 0 - 1       |                                                             |                      |                                                                        |                                                                      |  |  |
|                    |                                                             |                      |                                                                        |                                                                      |  |  |

| 24 de junio, 21:00 | Atl. Lanús                                                                          | 62–61                | Quimsa                                                            | Lanús                                                                               |  |  |
|                    | Parciales: 20-16, 17-23, 16-9, 9-13                                                 |                      |                                                                   |                                                                                     |  |  |
|                    | Estadísticas Agustina Burani 16 Agustina Burani 11 Nadia Flores y Agustina Burani 3 | Reporte Pts Reb Asts | Estadísticas 26 Gisela Vega 11 Gisela Vega 6 Iciar Germán Velasco | Pabellón: Microestadio Antonio Rotili Árbitros: * Matías Sotelo * Karina Baccarelli |  |  |
| Serie: 2 - 0       |                                                                                     |                      |                                                                   |                                                                                     |  |  |
|                    |                                                                                     |                      |                                                                   |                                                                                     |  |  |

### Final four
Semifinales
| 1 de julio, 20:00 | Deportivo Berazategui                                                                 | 63–75                | Unión Florida                                                    | Buenos Aires |  |
|                   | Parciales: 13-16, 21-25, 16-17, 13-17                                                 |                      |                                                                  | |  |
|                   | Estadísticas Ana María Súarez 16 Lyndra Weaver 8 Suárez, Durso, Leiva Roux y Weaver 2 | Reporte Pts Reb Asts | Estadísticas 34 Marta Tudanca 11 Ronni Williams 8 Melisa Gretter | Pabellón: Estadio Obras Sanitarias Árbitros: * María Noelia Díaz * Natalia Romano * Karina Baccarelli Televisión: DeporTV |  |

| 1 de julio, 22:00 | Obras Sanitarias                                                  | 66–71                | Atlético Lanús                                                     | Buenos Aires |  |
|                   | Parciales: 16-26, 20-11, 11-19, 19-15                             |                      |                                                                    | |  |
|                   | Estadísticas Ariel Edwards 20 Ariel Edwards 13 Ineidis Casanova 5 | Reporte Pts Reb Asts | Estadísticas 19 Natacha Pérez 17 Agustina Burani 5 Agustina Burani | Pabellón: Estadio Obras Sanitarias Árbitros: * Raúl Lorenzo * Romina Morales Ibarra * Macarena Costales Televisión: DeporTV |  |

Tercer puesto
| 2 de julio, 18:00 | Obras Sanitarias                                                       | 81–78                | Deportivo Berazategui                                              | Buenos Aires |  |
|                   | Parciales: 15-21, 20-12, 19-17, 16-20 (T.E.: 11-8)                     |                      |                                                                    | |  |
|                   | Estadísticas Edwards y Casanova 20 Ariel Edwards 10 Ineidis Casanova 4 | Reporte Pts Reb Asts | Estadísticas 23 Macarena Durso 12 Lyndra Weaver 5 Ana María Suárez | Pabellón: Estadio Obras Sanitarias Árbitros: * Cristian Díaz * Romina Morales Ibarra * Macarena Costales Televisión: DeporTV |  |

Final
| 2 de julio, 20:00 | Unión Florida                                                    | 62–55                | Atlético Lanús                                                      | Buenos Aires |  |
|                   | Parciales: 11-11, 13-14, 24-12, 14-18                            |                      |                                                                     | |  |
|                   | Estadísticas Melisa Gretter 26 Marta Tudanca 12 Melisa Gretter 5 | Reporte Pts Reb Asts | Estadísticas 20 Ugochi Nwaigwe 13 Agustina Burani 6 Agustina Burani | Pabellón: Estadio Obras Sanitarias Árbitros: * Raúl Lorenzo * Natalia Romano * Karina Baccarelli Televisión: DeporTV |  |

Club Unión Florida

Campeón

Primer título

## Equipo campeón
| No | Pos        | Jugadora            | Edad    | Altura |
| -- | ---------- | ------------------- | ------- | ------ |
| 4  | Base       | Emilia Giustiniani  | 21 años | 1,59 m |
| 7  | Escolta    | Rocío Rojas         | 25 años | 1,65 m |
| 8  | Pívot      | Ronni Williams      | 22 años | 1,83 m |
| 10 | Base       | Melisa Gretter      | 24 años | 1,61 m |
| 11 | Ala-pívot  | Carla Miculka       | 24 años | 1,74 m |
| 12 | Base       | Sofía Zapke         | 19 años | 1,67 m |
| 20 | Escolta    | Marta Tudanca Acedo | 27 años | 1,82 m |
| 22 |            | Sol Laviero         |         |        |
| 29 | Escolta    | Daniela Benvenuto   | 31 años | 1,64 m |
| 50 | Alero      | Naomi Larriestra    | 22 años | 1,75 m |
| 55 | Escolta    | Florencia Martínez  | 22 años | 1,71 m |
|    | Pivote     | Diana Cabrera       | 23 años | 1,84 m |
|    | Ala Pivote | Catalina Giovanoli  | 18 años | 1,84 m |

Director técnico:  Gregorio Martínez.

## Estadísticas
Referencia: Web oficial.
| Eficiencia - Gisela Vega (Quimsa), 12 pj, 321 tot, 26,8 pr - Ariel Edwards (Obras), 14 pj, 325 tot, 23,2 pr - Ronni Williams (Unión Florida), 13 pj, 264 tot, 20,3 pr - Andrea Boquete (Estrella de Berisso), 12 pj, 232 tot, 19,3 pr - Izabella Sangalli (Rocamora), 10 pj, 193 tot, 19,3 pr Puntos - Izabella Sangalli (Rocamora), 10 pj, 182 tot, 18,2 pr - Gisela Vega (Quimsa), 12 pj, 206 tot, 17,2 pr - Ariel Edwards (Obras), 14 pj, 236 tot, 16,9 pr - Macarena Rosset (Vélez Sarsfield), 7 pj, 113 tot, 16,1 pr - Ronni Williams (Unión Florida), 13 pj, 203 tot, 15,6 pr | Rebotes - Gisela Vega (Quimsa), 12 pj, 165 tot, 13,8 pr - Agustina Burani (Atl. Lanús), 14 pj, 158 tot, 11,3 pr - Ronni Williams (Unión Florida), 13 pj, 131 tot, 10,1 pr - Victoria Llorente (Atl. Lanús), 5 pj, 46 tot, 9,2 pr - Izabella Sangalli (Rocamora), 10 pj, 91 tot, 9,1 pr Asistencias - Ana María Súarez (Depvo. Berazategui), 14 pj, 64 tot, 4,6 pr - Ineidis Casanova (Obras), 10 pj, 42 tot, 4,2 pr - Gisela Vega (Quimsa), 12 pj, 44 tot, 3,7 pr - María Royo (Quimsa), 11 pj, 39 tot, 3,5 pr - Micaela Sancisi (Estrella de Berisso), 8 pj, 27 tot, 3,4 pr |